# Gran Premio di Lugano 2018
Gran Premio di Lugano 2018 var den 72. udgave af cykelløbet Gran Premio di Lugano. Løbet var en del af UCI Europe Tour-kalenderen og blev arrangeret 3. juni 2018. Løbet blev vundet af østrigske Hermann Pernsteiner fra Bahrain-Merida.

## Hold og ryttere
| UCI WorldTeams (2)- Bahrain-Merida - UAE Team Emirates UCI Professionelle kontinentalthold (6)- Androni Giocattoli-Sidermec - Bardiani CSF - Gazprom-RusVelo - Nippo-Vini Fantini-Europa Ovini - Wilier Triestina-Selle Italia - Israel Cycling Academy UCI Kontinentalhold (9)- Polartec-Kometa - Sangemini-MG.Kvis - D'Amico-Utensilnord - Amore & Vita-Prodir - Dauner D&DQ-Akkon - Team Sauerland NRW p/b SKS GERMANY - Biesse Carrera Gavardo - Illuminate - Meridiana Kamen |
| |

## Resultater
| \| Samlede stilling \| Samlede stilling \| Samlede stilling \| Samlede stilling \| Samlede stilling \| \| Rytter \| Rytter \| Hold \| Tid \| \| \| ---------------- \| ------------------- \| --------------------------- \| ---------------- \| ---------------- \| \| 1. \| Hermann Pernsteiner \| Bahrain-Merida \| 4t 53' 05" \| \| \| 2. \| Kristian Sbaragli \| Israel Cycling Academy \| + 32" \| \| \| 3. \| Enrico Gasparotto \| Bahrain-Merida \| + 1' 33" \| \| \| 4. \| Diego Ulissi \| UAE Team Emirates \| + 1' 40" \| \| \| 5. \| Giovanni Visconti \| Bahrain-Merida \| + 1' 40" \| \| \| 6. \| Domenico Pozzovivo \| Bahrain-Merida \| + 1' 40" \| \| \| 7. \| Giulio Ciccone \| Bardiani CSF \| + 1' 57" \| \| \| 8. \| Antonio Nibali \| Bahrain-Merida \| + 2' 43" \| \| \| 9. \| Andrea Vendrame \| Androni Giocattoli-Sidermec \| + 2' 43" \| \| \| 10. \| Michele Gazzara \| Sangemini-MG.Kvis-Vega \| + 3' 11" \| \| |                     |                             |            |
| |                     |                             |            |
| Kilde: ProCyclingStats |                     |                             |            |
| Samlede stilling |                     |                             |            |
| Rytter | Rytter              | Hold                        | Tid        |
| 1. | Hermann Pernsteiner | Bahrain-Merida              | 4t 53' 05" |
| 2. | Kristian Sbaragli   | Israel Cycling Academy      | + 32"      |
| 3. | Enrico Gasparotto   | Bahrain-Merida              | + 1' 33"   |
| 4. | Diego Ulissi        | UAE Team Emirates           | + 1' 40"   |
| 5. | Giovanni Visconti   | Bahrain-Merida              | + 1' 40"   |
| 6. | Domenico Pozzovivo  | Bahrain-Merida              | + 1' 40"   |
| 7. | Giulio Ciccone      | Bardiani CSF                | + 1' 57"   |
| 8. | Antonio Nibali      | Bahrain-Merida              | + 2' 43"   |
| 9. | Andrea Vendrame     | Androni Giocattoli-Sidermec | + 2' 43"   |
| 10. | Michele Gazzara     | Sangemini-MG.Kvis-Vega      | + 3' 11"   |